# Campeonato Piauiense de Futebol de 2024 - Segunda Divisão
O Campeonato Piauiense de 2024 - Série B foi a 20.ª edição desta competição futebolística organizada pela Federação de Futebol do Piauí (FFP), equivalente ao segundo escalão do futebol piauiense.
A competição contou com a participação de cinco equipes: Flamengo, Comercial, Piauí, Caiçara e Atlético-PI. Foi disputada de 24 de agosto até 16 de outubro.

## Formato e participantes
As informações sobre a competição foram divulgadas no início de 2024 através de uma notícia no website oficial da FFP. Nele a FFP anunciava o calendário da temporada piauiense de 2024, e afirmava que o torneio iniciaria no segundo semestre, entre agosto e setembro.
Em 12 de julho de 2024, a FFP anunciou abertura das inscrições para a Série B. No dia 23 de julho terminou o prazo da inscrição. Nessa data, a FFP realizou o Conselho Técnico da competição, às 16h, na sede da Federação. Neste encontro, foram discutidos o regulamento e a tabela do campeonato. O encontro realizado na sede da FFP contou com os representantes dos clubes interessados na participação do torneio: Flamengo-PI, Piauí, Comercial, Caiçara e Atlético-PI.
O formato da competição foi divulgado, onde as equipes enfrentariam entre si em turno e returno num sistema de pontos corridos. Ao final desta fase, os dois melhores colocados garantiriam o acesso à primeira divisão de 2025 e avançariam à decisão, em jogo único, na qual o vencedor seria definido o campeão desta edição. No caso de empate, seria levado à decisão por pênaltis.
Em 26 de agosto, após os jogos da primeira rodada, a FFP divulgou em seu website oficial a tabela completa da competição. Abaixo, estão as informações básicas dos participantes:
| Equipe      | Cidade      | Títulos (Último) | Ref   |
| ----------- | ----------- | ---------------- | ----- |
| Atlético-PI | Teresina    | —                | —     |
| Caiçara     | Campo Maior | 1 (1963)         | [ 7 ] |
| Comercial   | Campo Maior | 2 (2022)         | [ 8 ] |
| Flamengo-PI | Teresina    | —                | —     |
| Piauí       | Teresina    | 1 (1957)         | [ 9 ] |

## Resultados

### Primeira fase
| Pos | Equipe      | Pts | J | V | E | D | GP | GC | SG  | Classificado            |  | CAP | PIA | COM | CAI | FLA |
| --- | ----------- | --- | - | - | - | - | -- | -- | --- | ----------------------- |  | --- | --- | --- | --- | --- |
| 1   | Atlético-PI | 19  | 8 | 6 | 1 | 1 | 12 | 2  | +10 | Final e Série A de 2025 |  | —   | 2–0 | 0–1 | 2–0 | 1–0 |
| 2   | Piauí       | 12  | 8 | 3 | 3 | 2 | 9  | 6  | +3  | Final e Série A de 2025 |  | 0–2 | —   | 1–1 | 0–0 | 4–0 |
| 3   | Comercial   | 12  | 8 | 3 | 3 | 2 | 6  | 4  | +2  | Eliminados              |  | 0–0 | 0–2 | —   | 0–1 | 0–0 |
| 4   | Caiçara     | 10  | 8 | 3 | 1 | 4 | 8  | 9  | −1  | Eliminados              |  | 0–2 | 1–2 | 0–1 | —   | 2–1 |
| 5   | Flamengo-PI | 2   | 8 | 0 | 2 | 6 | 3  | 18 | −15 | Eliminados              |  | 1–3 | 0–0 | 0–3 | 1–4 | —   |

### Confrontos

#### Primeira rodada
| 24 de agosto | Piauí           | 1 – 1  | Comercial        | Lindolfo Monteiro, Teresina        |
| 17:00        | Tiago 74' (pen) | Súmula | 55' (pen) Samuel | Árbitro: Ideilon Helton Alves Lima |

| 25 de agosto | Atlético-PI     | 2 – 0  | Caiçara | Lindolfo Monteiro, Teresina          |
| 16:00        | Weslley 45' 68' | Súmula |         | Árbitro: Iudiney Cesar Rocha E Silva |

#### Segunda rodada
| 14 de setembro | Comercial | 0 – 0  | Atlético-PI | Deusdeth de Melo, Campo Maior    |
| 15:45          |           | Súmula |             | Árbitro: Jardiel da Rocha Soares |

| 15 de setembro | Caiçara                | 2 – 1  | Flamengo-PI | Deusdeth de Melo, Campo Maior  |
| 15:45          | Debu 32' · Kennedy 71' | Súmula | 19' Pedro   | Árbitro: Edimar da Silva Leite |

#### Terceira rodada
| 3 de setembro | Piauí | 0 – 0  | Caiçara | Albertão, Teresina               |
| 19:00         |       | Súmula |         | Árbitro: Jardiel da Rocha Soares |

| 4 de setembro | Atlético-PI | 1 – 0  | Flamengo-PI | Albertão, Teresina                   |
| 19:00         | Aruá 65'    | Súmula |             | Árbitro: Antonio Dib Moraes de Sousa |

#### Quarta rodada
| 11 de setembro | Caiçara | 0 – 1  | Comercial    | Deusdeth de Melo, Campo Maior  |
| 15:45          |         | Súmula | 55' Lenilson | Árbitro: Diego da Silva Castro |

| 7 de setembro | Flamengo-PI | 0 – 0  | Piauí | Lindolfo Monteiro, Teresina   |
| 16:00         |             | Súmula |       | Árbitro: Fabio Gomes de Sousa |

#### Quinta rodada
| 18 de setembro | Comercial | 0 – 0  | Flamengo-PI | Deusdeth de Melo, Campo Maior        |
| 15:45          |           | Súmula |             | Árbitro: Iudiney Cesar Rocha E Silva |

| 18 de setembro | Piauí | 0 – 2  | Atlético-PI                  | Albertão, Teresina                   |
| 19:00          |       | Súmula | 34' Siloé · 52' Rogério Sena | Árbitro: Antonio Dib Moraes de Sousa |

#### Sexta rodada
| 21 de setembro | Comercial | 0 – 2  | Piauí                           | Deusdeth de Melo, Campo Maior    |
| 15:45          |           | Súmula | 56' Gleisinho · 59' Luis Felipe | Árbitro: Jardiel da Rocha Soares |

| 22 de setembro | Caiçara | 0 – 2  | Atlético-PI           | Deusdeth de Melo, Campo Maior |
| 15:45          |         | Súmula | 27' 57' Luis Fernando | Árbitro: Fabio Gomes de Sousa |

#### Sétima rodada
| 25 de setembro | Flamengo-PI | 1 – 4  | Caiçara                                                | Lindolfo Monteiro, Teresina          |
| 19:00          | Levi 83'    | Súmula | 28' Diego · 36' Debu · 45+2' Henrique · 89' Alessandro | Árbitro: Antonio Dib Moraes de Sousa |

| 28 de setembro | Atlético-PI | 0 – 1  | Comercial            | Albertão, Teresina             |
| 17:00          |             | Súmula | 51' (pen) dos Santos | Árbitro: Diego da Silva Castro |

#### Oitava rodada
| 28 de setembro | Caiçara     | 1 – 2  | Piauí                        | Deusdeth de Melo, Campo Maior    |
| 15:45          | Gustavo 62' | Súmula | 22' Tiago · 76' Alex Mineiro | Árbitro: Jardiel da Rocha Soares |

| 1 de outubro | Flamengo-PI   | 1 – 3  | Atlético-PI                                     | Lindolfo Monteiro, Teresina          |
| 19:00        | Francisco 51' | Súmula | 34' Felipe Pará · 73' João Guilherme · 90' Aruá | Árbitro: Iudiney Cesar Rocha E Silva |

#### Nona rodada
| 3 de outubro | Comercial | 0 – 1  | Caiçara  | Deusdeth de Melo, Campo Maior        |
| 15:45        |           | Súmula | 48' Debu | Árbitro: Antonio Dib Moraes de Sousa |

| 4 de outubro | Piauí                                                        | 4 – 0  | Flamengo-PI | Albertão, Teresina             |
| 16:00        | Tiago 40' · da Silva 65' · Anderson Lessa 68' · Tarcisio 82' | Súmula |             | Árbitro: Diego da Silva Castro |

#### Décima rodada
| 13 de outubro | Atlético-PI                         | 2 – 0  | Piauí | Albertão, Teresina               |
| 16:00         | Thiaguinho 10' · João Guilherme 64' | Súmula |       | Árbitro: Jardiel da Rocha Soares |

| 13 de outubro | Flamengo-PI | 0 – 3  | Comercial                                 | Lindolfo Monteiro, Teresina     |
| 16:00         |             | Súmula | 20' Jairo · 45+1' Tiago · 74' Jesus Vitor | Árbitro: Rafael de Sousa Santos |

### Final
| 16 de outubro | Atlético-PI | 0 – 0          | Piauí | Albertão, Teresina                                                      |
| 19:00         |             | Súmula Borderô |       | Público: 1 011 Renda: R$ 14 230,00 Árbitro: Antonio Dib Moraes de Sousa |

|                                                |       | Penalidades                   |  |
| Aruá Thiaguinho Anderson Sobral João Guilherme | 1 – 3 | Anderson Lessa Tarcisio Xexéu |  |

| ATLÉTICO-PI:    |    |                  |     |     |
|                 |    |                  |     |     |
| G               | 1  | Cris             |     |     |
| LD              | 2  | Rafael Mandacaru |     |     |
| Z               | 3  | Luis Fernando    |     |     |
| LE              | 14 | Anderson Sobral  | 30' |     |
| V               | 6  | Murilo           | 42' | 76' |
| V               | 25 | Guidio           |     | 76' |
| V               | 8  | Ramires          |     | 85' |
| M               | 21 | Thiaguinho       |     |     |
| M               | 10 | Felipe Pará      |     | 64' |
| A               | 7  | Siloé            |     | 64' |
| A               | 9  | Weslley Smith    | 28' |     |
| Substituições:  |    |                  |     |     |
| A               | 18 | João Guilherme   |     | 64' |
| A               | 11 | Rogério Sena     |     | 64' |
| M               | 20 | Aruá             |     | 76' |
| Z               | 4  | Arlan            |     | 76' |
| A               | 19 | Rhuann           |     | 85' |
| Treinador:      |    |                  |     |     |
| Washington Luiz |    |                  |     |     |

| PIAUÍ:         |               |                  |          |     |
|                |               |                  |          |     |
| G              | 1             | Thulio           |          |     |
| LD             | 2             | Da Silva         |          |     |
| Z              | 3             | Luis Felipe      |          |     |
| Z              | 4             | Danilo           | 45'      | 60' |
| Z              | 5             | Paulo Junior     |          |     |
| LE             | 6             | Izaldo Braz      | 78'      |     |
| V              | 11            | Pedro Henrique   |          | 60' |
| V              | 8             | Guilherme Escuro | 28'      |     |
| M              | 9             | Tiaguinho        |          | 71' |
| A              | 10            | Jorge Henrique   | 60', 61' | 60' |
| A              | 7             | Gleisinho        |          | 71' |
| Substituições: |               |                  |          |     |
| V              | 18            | Nailson          | 72'      | 60' |
| A              | 21            | Anderson Lessa   |          | 60' |
| V              | 14            | Xexéu            |          | 60' |
| A              | 20            | Tarcisio         |          | 71' |
| A              | 22            | Cássio Ortega    | 90+1'    | 71' |
| Treinador:     |               |                  |          |     |
| Flávio Araújo  | Flávio Araújo | Flávio Araújo    | 61'      |     |

| Bandeirinhas: BRA Rogerio de Oliveira Braga BRA Francisco Railton Araujo Sousa Quarto árbitro: BRA Edimar da Silva Leite Quinto árbitro: BRA Alisson Lima Damasceno | Regras de jogo - 90 minutos - Cobrança de pênaltis caso persista igualdade - Doze jogadores no banco de reservas, sendo que cinco podem entrar durante a partida |

## Premiação
| Campeonato Piauiense de Futebol de 2024 - Segunda Divisão |
| --------------------------------------------------------- |
| Piauí Bicampeão (2.º título)                              |

## Artilharia
| Gols | Jogador        | Equipe      |
| ---- | -------------- | ----------- |
| 3    | Debu           | Caiçara     |
| 3    | Tiago          | Piauí       |
| 2    | Aruá           | Atlético-PI |
| 2    | João Guilherme | Atlético-PI |
| 2    | Luis Fernando  | Atlético-PI |
| 2    | Weslley        | Atlético-PI |